# Novinářská cena
Novinářská cena je každoroční soutěž, která veřejně oceňuje kvalitní novinářské příspěvky vydané v uplynulém roce v České republice. Soutěž pořádá od roku 2010 Nadace Open Society Fund Praha. Spolupracuje při tom s partnerskou organizací Nadácia otvorenej spoločnosti / Open Society Foundation Bratislava, která pořádá soutěž Novinárská cena na Slovensku již od roku 2004.
Soutěž oceňuje žurnalisty za jedinečné práce publikované v uplynulém roce, které vynikajícím způsobem zachycují problematiku dnešní společnosti. Z dlouhodobého hlediska má ambici napomoci zvyšování žurnalistické profesionality a kvality.
Soutěž je určena novinářům ze všech typů médií – tištěných, elektronických, celostátních i regionálních. Oceňuje konkrétní příspěvek či sérii příspěvků, které novináři přihlašují do 10 žánrových kategorií (například nejlepší komentář, nejlepší rozhovor, nejlepší reportáž aj). Vítězem se tak může stát jak renomovaný žurnalista, tak začínající mladý novinář. O příspěvcích v jednotlivých kategoriích rozhodují nezávislé odborné poroty, složené ze známých novinářů a představitelů akademické, umělecké i nevládní sféry.

## Ročníky
Ceny za rok 2014 byly vyhlášeny 28. dubna 2015 v Galerii Louvre.
Ceny za rok 2015 byly vyhlášeny 4. května 2016 na slavnostním vyhlášení v Galerii Lucerna.
Ceny za rok 2016 byly vyhlášeny 4. května 2017 v pražské Galerii Lucerna.
Ceny za rok 2017 byly vyhlášeny 3. května 2018.
Ceny za rok 2018 byly vyhlášeny 2. května 2019, v předvečer Světového dne svobody tisku.
Ceny za rok 2019 byly vyhlášeny 17. června 2020 v divadelním sále Jatka78.
Ceny za rok 2020 byly vyhlášeny 18. června 2021 v prostoru Azyl78. Přihlášeno bylo 691 příspěvků.
Ceny za rok 2021 byly vyhlášeny 23. června 2022 v prostoru Jatka78. Přihlášeno bylo 654 příspěvků.
Ceny za rok 2022 byly vyhlášeny 3. května 2023 v prostoru Jatka78. Přihlášeno bylo 628 příspěvků.
Ceny za rok 2023 byly vyhlášeny 6. května 2024 v prostoru Jatka78. Přihlášeno bylo 890 příspěvků.
Ceny za rok 2024 byly vyhlášeny 13. května 2025 v prostoru Archa+. Přihlášeno bylo 960 příspěvků.

## Laureáti
| Rok  | Kategorie                                                          | Typ | Laureát                                    | Počin | Platforma                                                                               |
| ---- | ------------------------------------------------------------------ | --- | ------------------------------------------ | --- | --------------------------------------------------------------------------------------- |
| 2010 | Analyticko-investigativní příspěvek                                | –   | Michael Fiala                              | Série Diag Human | Česká televize – Reportéři ČT                                                           |
| 2010 | Analyticko-investigativní příspěvek                                | –   | David Havlík                               | Série Diag Human | Česká televize – Reportéři ČT                                                           |
| 2010 | Reportáž                                                           | –   | Tomáš Lindner                              | Jak se staví tygr | Respekt                                                                                 |
| 2010 | Rozhovor, beseda, diskuze                                          | –   | Kateřina Šafaříková                        | Sto ran bičem by byl úspěch | Respekt                                                                                 |
| 2010 | Komentář, krátký publicistický příspěvek nebo blog                 | –   | David Klimeš                               | Série komentářů EURO v ohrožení | E15                                                                                     |
| 2010 | Komentář, krátký publicistický příspěvek nebo blog                 | –   | Martin Komárek                             | Série komentářů k aktuální politické situace v ČR | Mladá fronta DNES                                                                       |
| 2010 | Komentář, krátký publicistický příspěvek nebo blog                 | –   | Erik Tabery                                | Série komentářů k aktuálnímu politickému dění české politické scény | Respekt                                                                                 |
| 2010 | Česko-slovenský kreslený vtip, komiks nebo karikatura              | –   | Miroslav Kemel                             | Série karikatur Ohlédnutí za rokem 2010 | Mladá fronta DNES                                                                       |
| 2010 | Česko-slovenská cena za výjimečnou investigativní žurnalistiku     | –   | Michael Fiala                              | Série Diag Human | Česká televize – Reportéři ČT                                                           |
| 2010 | Česko-slovenská cena za výjimečnou investigativní žurnalistiku     | –   | David Havlík                               | Série Diag Human | Česká televize – Reportéři ČT                                                           |
| 2011 | Rozhovor                                                           | P   | Tomáš Němeček                              | Ví vůbec někdo, kolik zákonů máme? | Lidové noviny                                                                           |
| 2011 | Rozhovor                                                           | P   | Barbora Minksová                           | Ví vůbec někdo, kolik zákonů máme? | Lidové noviny                                                                           |
| 2011 | Reportáž                                                           | P   | Petr Třešňák                               | Dobrodružství v pavilonu č. 14 | Respekt                                                                                 |
| 2011 | Komentář                                                           | P   | Erik Tabery                                | Série komentářů | Respekt                                                                                 |
| 2011 | Investigativně-analytický příspěvek                                | P   | Ondřej Kundra                              | Zničte dokument číslo 1439 | Respekt                                                                                 |
| 2011 | Investigativně-analytický příspěvek                                | P   | Jaroslav Spurný                            | Zničte dokument číslo 1439 | Respekt                                                                                 |
| 2011 | Česko-slovenský kreslený vtip, komiks nebo karikatura              | P   | Fedor Vico                                 | Série karikatur | Hospodárske noviny                                                                      |
| 2011 | Rozhovor, beseda nebo diskuse                                      | AV  | Lenka Svobodová                            | O Madle z Čech | Český rozhlas 2                                                                         |
| 2011 | Reportáž                                                           | AV  | Petr Vavrouška                             | Černobyl: 25 let poté | Český rozhlas Radiožurnál                                                               |
| 2011 | Investigativně-analytický příspěvek                                | AV  | Lukáš Landa                                | Kauza předražené jízdenky | Česká televize – Reportéři ČT                                                           |
| 2011 | Cena Googlu za inovativní občanskou online žurnalistiku            | –   | Mikuláš Kroupa                             | Paměť národa | –                                                                                       |
| 2011 | Cena Googlu za inovativní občanskou online žurnalistiku            | –   | Michal Šmíd                                | Paměť národa | –                                                                                       |
| 2011 | Cena Googlu za inovativní občanskou online žurnalistiku            | –   | Lenka Kopřivová                            | Paměť národa | –                                                                                       |
| 2011 | Cena Googlu za inovativní profesionální online žurnalistiku        | –   | Petr Holub                                 | Korupce ve zdravotnictví vs. Děkujeme, odcházíme | Aktuálně.cz                                                                             |
| 2011 | Cena Googlu za inovativní profesionální online žurnalistiku        | –   | Sabina Slonková                            | Korupce ve zdravotnictví vs. Děkujeme, odcházíme | Aktuálně.cz                                                                             |
| 2012 | Rozhovor                                                           | P   | Petr Vavrouška                             | Palach je můj osud | Reflex                                                                                  |
| 2012 | Reportáž                                                           | P   | Josef Pazderka                             | Nikdo vás nepotřebuje | Revolver Revue                                                                          |
| 2012 | Komentář                                                           | P   | Jindřich Šídlo                             | Kam Petr Nečas v neděli určitě nepojede, i když by měl | Hospodářské noviny                                                                      |
| 2012 | Analyticko-investigativní příspěvek                                | P   | Vojtěch Blažek                             | Série příspěvků na téma Pozemkový fond | Hospodářské noviny                                                                      |
| 2012 | Česko-slovenský kreslený vtip, komiks nebo karikatura              | P   | Jozef Gertli „Danglár“                     | Série ilustrací | Forbes                                                                                  |
| 2012 | Mimořádná cena za výjimečný přínos pro kreslenou žurnalistiku      | –   | Vladimír Jiránek (in memoriam)             | – | –                                                                                       |
| 2012 | Nejlepší rozhovor, beseda nebo diskuse                             | AV  | Martin Veselovský                          | Rozhovor s Václavem Sloupem, radním Karlovarského kraje a bývalým členem Pohraniční stráže                                                                                | Český rozhlas Radiožurnál                                                               |
| 2012 | Nejlepší rozhovor, beseda nebo diskuse                             | AV  | Petr Dudek                                 | Rozhovor s Václavem Sloupem, radním Karlovarského kraje a bývalým členem Pohraniční stráže                                                                                | Český rozhlas Radiožurnál                                                               |
| 2012 | Nejlepší reportáž                                                  | AV  | Josef Pazderka                             | Somálsko mezi boji a hladomory | Česká televize – Horizont ČT24                                                          |
| 2012 | Nejlepší analyticko-investigativní příspěvek                       | AV  | Markéta Dobiášová                          | Letadla CASA | Česká televize – Reportéři ČT                                                           |
| 2012 | Nejlepší analyticko-investigativní příspěvek                       | AV  | Aneta Snopová                              | Letadla CASA | Česká televize – Reportéři ČT                                                           |
| 2012 | Cena Googlu za inovativní občanskou online žurnalistiku            | –   | –                                          | Demagog.cz | –                                                                                       |
| 2012 | Cena Googlu za inovativní profesionální online žurnalistiku        | –   | –                                          | Projekt datové žurnalistiky | iHNed.cz                                                                                |
| 2012 | Česko-slovenská cena veřejnosti                                    | –   | Jindřich Ginter                            | Kupčení se složenkami je v pořádku, tvrdí advokáti | Právo                                                                                   |
| 2013 | Rozhovor                                                           | P   | Michal Komárek                             | Proč média předstírají, že nepředstírají | Literární noviny                                                                        |
| 2013 | Reportáž                                                           | P   | Silvie Lauder                              | Čeští Romové pod hákovým křížem | Respekt                                                                                 |
| 2013 | Komentář                                                           | P   | Petr Honzejk                               | Série komentářů Prezident Zeman | Hospodářské noviny                                                                      |
| 2013 | Analyticko-investigativní příspěvek                                | P   | Petr Třešňák                               | Tajemné zločiny ve Valdicích | Respekt                                                                                 |
| 2013 | Česko-slovenský kreslený vtip, komiks nebo karikatura              | P   | Vladimír Renčín                            | kreslený humor | Právo                                                                                   |
| 2013 | Rozhovor, beseda nebo diskuse                                      | AV  | Daniela Drtinová                           | Interview s Michalem Haškem | Česká televize – Interview Daniely Drtinové                                             |
| 2013 | Reportáž                                                           | AV  | Jiří Vondráček                             | Zkáza města Lauterbach | Česká televize – Reportéři ČT                                                           |
| 2013 | Analyticko-investigativní příspěvek                                | AV  | Dalibor Bártek                             | Lihový boss Radek Březina a jeho podnikání | Česká televize – Reportéři ČT                                                           |
| 2013 | Cena Googlu za inovativní online žurnalistiku                      | –   | Filip Rožánek                              | Srpen 1968 pro váš počítač, čtečku a tablet | Český rozhlas                                                                           |
| 2013 | Cena Googlu pro mladé talenty datové žurnalistiky                  | –   | Peter Zvirinsky                            | Insolvenční rejstřík | –                                                                                       |
| 2013 | Česko-slovenská cena veřejnosti                                    | –   | Dušan Károlyi                              | Odmena pre známu | Trend                                                                                   |
| 2014 | Rozhovor                                                           | P   | Jan Gazdík                                 | Zpravodaj ČT z Krymu | Aktuálně.cz                                                                             |
| 2014 | Reportáž                                                           | P   | František Šulc                             | Foxtrot v prachu | Reportér magazín                                                                        |
| 2014 | Komentář                                                           | P   | Jan Lipold                                 | Chléb, hry a Amazon | Aktuálně.cz                                                                             |
| 2014 | Analyticko-investigativní příspěvek                                | P   | Ondřej Kundra                              | Operace Bradáčová | Respekt                                                                                 |
| 2014 | Česko-slovenský kreslený vtip, komiks nebo karikatura              | P   | Martin Šútovec „Shooty“                    | Slovensko 2014 | Denník N                                                                                |
| 2014 | Rozhovor, beseda nebo diskuse                                      | AV  | Michal Kubal                               | Horizont ČT 24 Dění na Ukrajině | Česká televize – Horizont ČT 24                                                         |
| 2014 | Rozhovor, beseda nebo diskuse                                      | AV  | Josef Pazderka                             | Horizont ČT 24 Dění na Ukrajině | Česká televize – Horizont ČT 24                                                         |
| 2014 | Rozhovor, beseda nebo diskuse                                      | AV  | Jakub Szántó                               | Horizont ČT 24 Dění na Ukrajině | Česká televize – Horizont ČT 24                                                         |
| 2014 | Reportáž                                                           | AV  | David Macháček                             | Konečná pro havířovský Brusel? | Česká televize – Reportéři ČT                                                           |
| 2014 | Analyticko-investigativní příspěvek                                | AV  | Aneta Snopová                              | Černá díra zdravotnictví | Česká televize – Reportéři ČT                                                           |
| 2014 | Analyticko-investigativní příspěvek                                | AV  | Markéta Dobiášová                          | Černá díra zdravotnictví | Česká televize – Reportéři ČT                                                           |
| 2014 | Cena Googlu za inovativní online žurnalistiku                      | –   | Kolektiv zahraniční rubriky Aktuálně.cz    | Válka o Ukrajinu očima reportérů | Aktuálně.cz                                                                             |
| 2014 | Cena Googlu pro mladé talenty datové žurnalistiky                  | –   | Petra Paříková                             | Atlas domovů pro seniory | –                                                                                       |
| 2014 | Česko-slovenská cena veřejnosti                                    | –   | Petr Třešňák                               | V pravém rohu nebe |                                                                                         |
| 2015 | Rozhovor                                                           | P   | Magdalena Sodomková                        | Marnotratní synové | Lidové noviny                                                                           |
| 2015 | Reportáž                                                           | P   | Kateřina Šantúrová                         | No 1. | Newsweek                                                                                |
| 2015 | Komentář                                                           | P   | Petr Honzejk                               | Základní lidské právo na nenávist | Hospodářské noviny                                                                      |
| 2015 | Analyticko-investigativní příspěvek                                | P   | Robert Břešťan                             | Jestli si nás Rusko koupí | Reportér magazín ve spolupráci s webem HlídacíPes.org                                   |
| 2015 | Česko-slovenský kreslený vtip, komiks nebo karikatura              | P   | Vhrsti Česká republika 2015                | Rodina a škola | –                                                                                       |
| 2015 | Rozhovor, beseda nebo diskuse                                      | AV  | Martin Veselovský                          | Konvička: Půjdu do voleb, Sobotka se nám vysmál | DVTV                                                                                    |
| 2015 | Reportáž                                                           | AV  | Lukáš Landa                                | Nebezpečná hra na vojáky | Česká televize – Reportéři ČT                                                           |
| 2015 | Analyticko-investigativní příspěvek                                | AV  | Dalibor Bártek                             | Ostravský Janoušek; Reklama za stamilióny a Nečistá hra | Česká televize – Reportéři ČT                                                           |
| 2015 | Cena Googlu za inovativní online žurnalistiku                      | –   | Jan Boček                                  | Rusové proti Rusům: Země v nevyhlášené občanské válce | Český rozhlas                                                                           |
| 2015 | Cena Googlu za inovativní online žurnalistiku                      | –   | Marcel Šulek                               | Rusové proti Rusům: Země v nevyhlášené občanské válce | Český rozhlas                                                                           |
| 2015 | Cena Googlu pro mladé talenty datové žurnalistiky                  | –   | Adam Nedvěd                                | Kontrola veřejných zakázek před ÚOHS |                                                                                         |
| 2015 | Cena Googlu pro mladé talenty datové žurnalistiky                  | –   | Tomáš Ducháček                             | Kontrola veřejných zakázek před ÚOHS |                                                                                         |
| 2015 | Cena za regionální žurnalistiku                                    | –   | Jana Ustohalová                            | Historik Kovařík: Brněnský pochod byla humanitární katastrofa | Mladá fronta DNES                                                                       |
| 2015 | Cena Solution Journalism                                           | –   | Tomáš Lundner                              | Série textů Uprchlíci 2015: Německá inspirace | Respekt                                                                                 |
| 2015 | Česko-slovenská cena veřejnosti                                    | –   | Martin Veselovský                          | Rozhovor s Martinem Konvičkou | DVTV                                                                                    |
| 2016 | Rozhovor                                                           | P   | Kirill Ščeblykin                           | Andrej Babiš: Koupím si, co budu chtít. To není váš problém | The Student Times                                                                       |
| 2016 | Rozhovor                                                           | P   | Filip Zajíček                              | Andrej Babiš: Koupím si, co budu chtít. To není váš problém | The Student Times                                                                       |
| 2016 | Reportáž                                                           | P   | Tomáš Poláček                              | Osoblaha (ne)buduje, (ne)tančí a (ne)zpívá | Reportér magazín                                                                        |
| 2016 | Komentář                                                           | P   | Jan Moláček                                | | Aktuálně.cz                                                                             |
| 2016 | Analyticko-investigativní příspěvek                                | P   | Redakce HlídacíPes.org                     | Série textů k čínské CEFC a působení v Česku | HlídacíPes.org                                                                          |
| 2016 | Kreslený vtip, komiks nebo karikatura                              | P   | Matúš Vizár                                | Série kreseb v Denníku N | Denník N                                                                                |
| 2016 | Rozhovor, beseda nebo diskuse                                      | AV  | Daniel Stach                               | Rwandská genocida | Česká televize – Hyde Park Civilizace                                                   |
| 2016 | Reportáž                                                           | AV  | Brit Jensen                                | Yusra plave o život | Český rozhlas Vltava                                                                    |
| 2016 | Reportáž                                                           | AV  | Magdalena Sodomková                        | Yusra plave o život | Český rozhlas Vltava                                                                    |
| 2016 | Analyticko-investigativní příspěvek                                | AV  | Lukáš Landa                                | Miliardový zářez | Česká televize – Reportéři ČT                                                           |
| 2016 | Cena za inovativní online žurnalistiku                             | –   | Tomáš Málek                                | Češi v zajetí sociálních bublin | Lidovky.cz                                                                              |
| 2016 | Cena za inovativní online žurnalistiku                             | –   | Marcel Šulek                               | Češi v zajetí sociálních bublin | Lidovky.cz                                                                              |
| 2016 | Cena za inovativní online žurnalistiku                             | –   | Jakub Zelenka                              | Češi v zajetí sociálních bublin | Lidovky.cz                                                                              |
| 2016 | Česko-slovenská cena veřejnosti                                    | –   | Martin Veselovský                          | Rozhovor s Jiřím Ovčáčkem | DVTV                                                                                    |
| 2016 | Regionální žurnalistika (ve spolupráci s Konrad-Adenauer-Stiftung) | –   | Lukáš Valášek                              | Hašek má neexistující mluvčí | Mladá fronta DNES                                                                       |
| 2016 | Solution Journalism (ve spolupráci s Ashoka Česká republika)       | –   | Daniel Prokop                              | Úvod do praktické sociologie | Právo                                                                                   |
| 2017 | Rozhovor                                                           | P   | Lenka Vrtišková Nejezchlebová              | Řízek do ruky a jedem | Téma                                                                                    |
| 2017 | Reportáž                                                           | P   | Saša Uhlová                                | Hrdinové kapitalistické práce | A2larm.cz                                                                               |
| 2017 | Komentář                                                           | P   | Apolena Rychlíková                         | | Právo – Salon Práva                                                                     |
| 2017 | Analyticko-investigativní příspěvek                                | P   | Ondřej Kundra                              | Série článků o Martinu Nejedlém | Respekt                                                                                 |
| 2017 | Rozhovor, beseda nebo diskuse                                      | AV  | Martin Veselovský                          | Palachův týden? Pro mě to problém není, takových příslušníků jako já byly desítky, říká Ondráček                                                                          | DVTV                                                                                    |
| 2017 | Reportáž                                                           | AV  | Tereza Engelová                            | Z ukrajinské fronty | Info.cz                                                                                 |
| 2017 | Analyticko-investigativní příspěvek                                | AV  | Jana Neumannová                            | Jak se stát miliardářem | Česká televize – Reportéři ČT                                                           |
| 2017 | Inovativní online žurnalistika                                     | O   | Nikita Poljakov                            | Dezinformace: co pro vás znamenají lži? | Aktuálně.cz                                                                             |
| 2017 | Inovativní online žurnalistika                                     | O   | Lukáš Prchal                               | Dezinformace: co pro vás znamenají lži? | Aktuálně.cz                                                                             |
| 2017 | Inovativní online žurnalistika                                     | O   | Jakub Zelenka                              | Dezinformace: co pro vás znamenají lži? | Aktuálně.cz                                                                             |
| 2017 | Inovativní online žurnalistika                                     | O   | Jiří Kropáček                              | Dezinformace: co pro vás znamenají lži? | Aktuálně.cz                                                                             |
| 2017 | Regionální žurnalistika (ve spolupráci s Konrad-Adenauer-Stiftung) | –   | Robert Malecký                             | série článků Čistky v severočeských galeriích a muzeích | HlídacíPes.org                                                                          |
| 2017 | Solution Journalism (ve spolupráci s Ashoka Česká republika)       | –   | Tomáš Lindner                              | Běženci jdou do výroby | Respekt                                                                                 |
| 2017 | Kreslený vtip, komiks nebo karikatura                              | P   | Martin Šútovec „Shooty“                    | | Denník N                                                                                |
| 2017 | Česko-slovenská cena veřejnosti                                    | –   | Saša Uhlová                                | Série článků Hrdinové kapitalistické práce | A2larm.cz                                                                               |
| 2018 | Rozhovor                                                           | P   | Kateřina Šafaříková                        | Nelituju se. A děkuju za to Kafkovi | Respekt                                                                                 |
| 2018 | Reportáž                                                           | P   | Marek Šálek                                | Série „Svět mimo Prahu“ | Reportér magazín                                                                        |
| 2018 | Komentář                                                           | P   | David Klimeš                               | | Ekonom                                                                                  |
| 2018 | Analyticko-investigativní příspěvek                                | P   | Kristýna Novotná                           | Série textů k dotacím pro malé firmy, které čerpaly i ty velké | iROZHLAS                                                                                |
| 2018 | Rozhovor, beseda nebo diskuse                                      | AV  | Marie Bastlová                             | Dvacet minut Radiožurnálu | Český rozhlas                                                                           |
| 2018 | Reportáž                                                           | AV  | Markéta Dobiášová                          | Série o Jánu Kuciakovi | Česká televize – Reportéři ČT                                                           |
| 2018 | Reportáž                                                           | AV  | Michael Fiala                              | Série o Jánu Kuciakovi | Česká televize – Reportéři ČT                                                           |
| 2018 | Reportáž                                                           | AV  | Roman Šantúr                               | Série o Jánu Kuciakovi | Česká televize – Reportéři ČT                                                           |
| 2018 | Analyticko-investigativní příspěvek                                | AV  | Stáňa Raupachová                           | Utajené kaly | Česká televize – Reportéři ČT                                                           |
| 2018 | Inovativní online žurnalistika                                     | O   | Kreativní HUB Českého rozhlasu & Brainz VR | Návrat 68 | Český rozhlas                                                                           |
| 2018 | Regionální žurnalistika (ve spolupráci s Konrad-Adenauer-Stiftung) | –   | Petra Klimková                             | Série příběhů kulaků z Hané | Mladá fronta DNES                                                                       |
| 2018 | Solution Journalism (ve spolupráci s Transitions)                  | –   | Petra Dlouhá                               | Pomůžu Ti zažít slast | Finmag                                                                                  |
| 2018 | Česko-slovenská cena veřejnosti                                    | –   | Ján Kuciak                                 | Talianska mafia na Slovensku. Jej chápadlá siahajú aj do politiky. | ve spolupráci s Investigace.cz, IRPI a Organized Crime and Corruption Reporting Project |
| 2019 | Rozhovor                                                           | P   | Renata Kalenská                            | Věděl jsem, že i když řeknu ne, stejně se neubráním. Kněz mě zneužíval a pak jsem se mu z toho musel zpovídat                                                             | Deník N                                                                                 |
| 2019 | Reportáž                                                           | P   | Jana Ustohalová                            | Mezi polykači kotev a položenými osmičkami | Deník N                                                                                 |
| 2019 | Komentář                                                           | P   | Daniel Anýž                                | Série Americký týden | Aktuálně.cz                                                                             |
| 2019 | Analyticko-investigativní příspěvek                                | P   | Jiří Štický                                | Pozadí jízdenkového procesu | Reportér Magazín                                                                        |
| 2019 | Rozhovor, beseda, diskuse                                          | AV  | Martin Veselovský                          | Záchranka vyjíždí k blbostem, jde o peníze | DVTV                                                                                    |
| 2019 | Reportáž                                                           | AV  | Lukáš Houdek                               | Bílá nosí smrt | Český rozhlas Dvojka                                                                    |
| 2019 | Analyticko-investigativní příspěvek                                | AV  | Jiří Kubík                                 | Ve stínu Slunečnice | Seznam Zprávy                                                                           |
| 2019 | Analyticko-investigativní příspěvek                                | AV  | Nikola Zwrtková                            | Ve stínu Slunečnice | Seznam Zprávy                                                                           |
| 2019 | Analyticko-investigativní příspěvek                                | AV  | Braňo Pažitka                              | Ve stínu Slunečnice | Seznam Zprávy                                                                           |
| 2019 | Regionální žurnalistika (ve spolupráci s Konrad-Adenauer-Stiftung) | –   | Jakub Čech                                 | Továrna na řidičáky: Podvodné zkoušky a komisař nezákonně ve funkci | Tiscali.cz                                                                              |
| 2019 | Online žurnalistika                                                | O   | Ondřej Suchan                              | Rozděleni svobodou | iROZHLAS                                                                                |
| 2019 | Online žurnalistika                                                | O   | Petr Šabata                                | Rozděleni svobodou | iROZHLAS                                                                                |
| 2019 | Online žurnalistika                                                | O   | Petr Kočí                                  | Rozděleni svobodou | iROZHLAS                                                                                |
| 2019 | Online žurnalistika                                                | O   | Michal Zlatkovský                          | Rozděleni svobodou | iROZHLAS                                                                                |
| 2019 | Online žurnalistika                                                | O   | Jan Cibulka                                | Rozděleni svobodou | iROZHLAS                                                                                |
| 2019 | Online žurnalistika                                                | O   | Václav Hradecký                            | Rozděleni svobodou | iROZHLAS                                                                                |
| 2019 | Solution Journalism                                                | –   | David Gaberle                              | Nejsi sám | Aktuálně.cz                                                                             |
| 2019 | Solution Journalism                                                | –   | Simona Fendrychová                         | Nejsi sám | Aktuálně.cz                                                                             |
| 2019 | Solution Journalism                                                | –   | Jiří Kropáček                              | Nejsi sám | Aktuálně.cz                                                                             |
| 2019 | Solution Journalism                                                | –   | Nikita Poljakov                            | Nejsi sám | Aktuálně.cz                                                                             |
| 2019 | Česko-slovenský vtip, komiks a karikatura                          | –   | Jozef Gertli                               | Série karikatur | TREND                                                                                   |
| 2019 | Česko-slovenská cena veřejnosti                                    | –   | Lukáš Valášek                              | Skrytý čínský vliv v Česku | Aktuálně.cz                                                                             |
| 2019 | Česko-slovenská cena veřejnosti                                    | –   | Jan Horák                                  | Skrytý čínský vliv v Česku | Aktuálně.cz                                                                             |
| 2020 | Rozhovor                                                           | P   | Jana Ciglerová                             | Osahávání jsem zažila mnohokrát, víc mi ale vadí oplzlé vtipy. Mladí kluci neobtěžují, říká maskérka                                                                      | Deník N                                                                                 |
| 2020 | Reportáž                                                           | P   | Michael Švec                               | Oživili skomírající nemocnici, pak přišel vyhazov. Nečekaný krok rozbouřil kraj pod Šumavou a ovlivnil volby                                                              | Deník N                                                                                 |
| 2020 | Komentář                                                           | P   | Jiří Pehe                                  | Série komentářů pro Deník N | Deník N                                                                                 |
| 2020 | Analyticko-investigativní příspěvek                                | P   | Lukáš Valášek                              | Podezřelé obchody v Lánech (série) | Aktuálně.cz                                                                             |
| 2020 | Analyticko-investigativní příspěvek                                | P   | Adéla Jelínková                            | Podezřelé obchody v Lánech (série) | Hospodářské noviny                                                                      |
| 2020 | Rozhovor, beseda, diskuse                                          | AV  | Alžběta Havlová                            | Na dřeň s Jiřím Kylarem a Martinou Vintrovou: Týrané ženě říkají, že je to její kříž. Je to "katolická past"                                                              | Radio Proglas                                                                           |
| 2020 | Reportáž                                                           | AV  | Tereza Reková                              | Moje kamarádka Zuzka | Český rozhlas Radio Wave                                                                |
| 2020 | Analyticko-investigativní příspěvek                                | AV  | Janek Rubeš                                | Je součástí sítě, která ždímá peníze z turistů. Konfrontovali jsme ho | Seznam Zprávy                                                                           |
| 2020 | Analyticko-investigativní příspěvek                                | AV  | Honza Mikulka                              | Je součástí sítě, která ždímá peníze z turistů. Konfrontovali jsme ho | Seznam Zprávy                                                                           |
| 2020 | Analyticko-investigativní příspěvek                                | AV  | Jiří Burýšek                               | Je součástí sítě, která ždímá peníze z turistů. Konfrontovali jsme ho | Seznam Zprávy                                                                           |
| 2020 | Regionální žurnalistika                                            | –   | Michal Poláček                             | Ústní půjčka byla riziko, ale ne naše, říká olomoucký hejtman Okleštěk | iDNES.cz                                                                                |
| 2020 | Regionální žurnalistika                                            | –   | Jakub Mikel                                | Ústní půjčka byla riziko, ale ne naše, říká olomoucký hejtman Okleštěk | iDNES.cz                                                                                |
| 2020 | Online žurnalistika                                                | O   | Kateřina Mahdalová                         | Čerstvá data, jak se šíří virus. Unikátní mapa všech obcí v Česku | Seznam Zprávy                                                                           |
| 2020 | Solution Journalism                                                | –   | Peter Bednár                               | Stavební normy. Silnice do horoucího pekla asfaltované dobrými úmysly | Finmag                                                                                  |
| 2020 | Česko-slovenský vtip, komiks a karikatura                          | –   | Pavel Reisenauer                           | Série pro Respekt | Respekt                                                                                 |
| 2020 | Česko-slovenská cena veřejnosti                                    | –   | Zuzana Kovačič Hanzelová                   | Nemlčme – 22 svedectiev o sexuálnom obťažovaní | Sme.sk                                                                                  |
| 2020 | Česko-slovenská cena veřejnosti                                    | –   | Michaela Žúreková                          | Nemlčme – 22 svedectiev o sexuálnom obťažovaní | Sme.sk                                                                                  |
| 2020 | Česko-slovenská cena veřejnosti                                    | –   | Soňa Jánošová                              | Nemlčme – 22 svedectiev o sexuálnom obťažovaní | Sme.sk                                                                                  |
| 2020 | Česko-slovenská cena veřejnosti                                    | –   | Beata Balogová                             | Nemlčme – 22 svedectiev o sexuálnom obťažovaní | Sme.sk                                                                                  |
| 2021 | Rozhovor                                                           | P   | Adéla Karásková Skoupá                     | Rohatý šaman z Kapitolu kombinuje konspirační teorie a spiritualitu. To uvidíme čím dál častěji, říká religionista                                                        | Deník N                                                                                 |
| 2021 | Reportáž                                                           | P   | Tomáš Brolík                               | Bez nás by byli mrtví | Respekt                                                                                 |
| 2021 | Komentář                                                           | P   | Josef Pazderka                             | Série komentářů | Aktuálně.cz                                                                             |
| 2021 | Analyticko-investigativní příspěvek                                | P   | Petr Koubský                               | Analytické texty o covidu | Deník N                                                                                 |
| 2021 | Rozhovor, beseda, diskuse                                          | AV  | Nikola Klepáčková                          | #36 Roman Anin: Opoziční média v Rusku budou do roka umlčena | Investigace.cz                                                                          |
| 2021 | Rozhovor, beseda, diskuse                                          | AV  | Lukáš Nechvátal                            | #36 Roman Anin: Opoziční média v Rusku budou do roka umlčena | Investigace.cz                                                                          |
| 2021 | Reportáž                                                           | AV  | Tereza Reková                              | To je pravda, napsala | Český rozhlas Dvojka                                                                    |
| 2021 | Analyticko-investigativní příspěvek                                | AV  | Brit Jensen                                | Akce Olej | Deník Referendum                                                                        |
| 2021 | Analyticko-investigativní příspěvek                                | AV  | Zuzana Vlasatá                             | Akce Olej | Deník Referendum                                                                        |
| 2021 | Inovativní online žurnalistika                                     | O   | Jan Boček                                  | Od moru ke covidu: unikátní data, jak se měnily příčiny úmrtí Čechů od císaře pána do dneška                                                                              | iROZHLAS                                                                                |
| 2021 | Inovativní online žurnalistika                                     | O   | Kristína Zákopčanová                       | Od moru ke covidu: unikátní data, jak se měnily příčiny úmrtí Čechů od císaře pána do dneška                                                                              | iROZHLAS                                                                                |
| 2021 | Inovativní online žurnalistika                                     | O   | Jan Vlček                                  | Od moru ke covidu: unikátní data, jak se měnily příčiny úmrtí Čechů od císaře pána do dneška                                                                              | iROZHLAS                                                                                |
| 2021 | Inovativní online žurnalistika                                     | O   | Petr Kočí                                  | Od moru ke covidu: unikátní data, jak se měnily příčiny úmrtí Čechů od císaře pána do dneška                                                                              | iROZHLAS                                                                                |
| 2021 | Inovativní online žurnalistika                                     | O   | Veronyka Jelinek                           | Od moru ke covidu: unikátní data, jak se měnily příčiny úmrtí Čechů od císaře pána do dneška                                                                              | iROZHLAS                                                                                |
| 2021 | Solution Journalism                                                | –   | Zdeňka Kováříková                          | Reportáž z obce, která si objednala ochranu před povodněmi a suchem | Ekolist                                                                                 |
| 2021 | Regionální žurnalistika (ve spolupráci s Konrad-Adenauer-Stiftung) | –   | Tomáš Mosler                               | Série Slučování příbramských gymnázií | Příbramský bublifuk                                                                     |
| 2021 | Česko-slovenský vtip, komiks a karikatura                          | –   | Filip Gyore                                | 2. rok pandémie | SME                                                                                     |
| 2021 | Česko-slovenský vtip, komiks a karikatura                          | –   | Branislav Tomčík                           | 2. rok pandémie | SME                                                                                     |
| 2021 | Česko-slovenská cena veřejnosti                                    | –   | Petra Procházková                          | Série reportáží z hranic Běloruska a Polska | Deník N                                                                                 |
| 2021 | Zvláštní ocenění                                                   | P   | Petra Procházková                          | Série reportáží z hranic Běloruska a Polska | Deník N                                                                                 |
| 2022 | Rozhovor                                                           | P   | Petra Procházková                          | Měli jste nás za šváby, teď uvidíte. Jste pro nás trofej, o kterou se podělíme s Američany, říká ruský politolog                                                          | Deník N                                                                                 |
| 2022 | Reportáž                                                           | P   | Ondřej Kundra                              | Cesta před boží i pozemský soud | Respekt                                                                                 |
| 2022 | Reportáž                                                           | P   | Tomáš Brolík                               | Cesta před boží i pozemský soud | Respekt                                                                                 |
| 2022 | Komentář                                                           | P   | Stanislav Biler                            | Buďte sami sebou! | JÁDU                                                                                    |
| 2022 | Analyticko-investigativní příspěvek                                | P   | Petr Třešňák                               | Kdo zabil Dorotu Š. Český stát potichu týrá své nejzranitelnější občany                                                                                                   | Respekt                                                                                 |
| 2022 | Rozhovor, beseda, diskuze                                          | AV  | Nikola Klepáčková                          | Neděkuj, pamatuj | Investigace.cz                                                                          |
| 2022 | Rozhovor, beseda, diskuze                                          | AV  | Lukáš Nechvátal                            | Neděkuj, pamatuj | Investigace.cz                                                                          |
| 2022 | Reportáž                                                           | AV  | Michal Kubal                               | Ukrajina: tváře války | Česká televize – 90’ ČT24                                                               |
| 2022 | Reportáž                                                           | AV  | Vojtěch Hönig                              | Ukrajina: tváře války | Česká televize – 90’ ČT24                                                               |
| 2022 | Analyticko-investigativní příspěvek                                | AV  | Adéla Paclíková                            | Ruská spojka | Česká televize – Reportéři ČT                                                           |
| 2022 | Analyticko-investigativní příspěvek                                | AV  | Ondřej Golis                               | Ruská spojka | Česká televize – Reportéři ČT                                                           |
| 2022 | Analyticko-investigativní příspěvek                                | AV  | Petr Orozovič                              | Ruská spojka | Česká televize – Reportéři ČT                                                           |
| 2022 | Inovativní online žurnalistika                                     | O   | Pavel Kasík                                | Omikron je mírnější i nebezpečnější zároveň. Jak z toho vyjde Česko? | Seznam Zprávy                                                                           |
| 2022 | Inovativní online žurnalistika                                     | O   | Matouš Lázňovský                           | Omikron je mírnější i nebezpečnější zároveň. Jak z toho vyjde Česko? | Seznam Zprávy                                                                           |
| 2022 | Solution Journalism                                                | –   | Dominika Hromková                          | Kamarád na dva roky. Útěku učitelů ze škol začínají bránit zkušenější mentoři                                                                                             | Aktuálně.cz                                                                             |
| 2022 | Solution Journalism                                                | –   | Michaela Endrštová                         | Kamarád na dva roky. Útěku učitelů ze škol začínají bránit zkušenější mentoři                                                                                             | Aktuálně.cz                                                                             |
| 2022 | Regionální žurnalistika                                            | –   | Marek Osouch                               | Střet zájmů? Nebude, tvrdí o vstupu do politiky majitel Komety Zábranský                                                                                                  | Mladá fronta DNES – Brno a Jižní Morava                                                 |
| 2022 | Regionální žurnalistika                                            | –   | Jiří Punčochář                             | Střet zájmů? Nebude, tvrdí o vstupu do politiky majitel Komety Zábranský                                                                                                  | Mladá fronta DNES – Brno a Jižní Morava                                                 |
| 2022 | Česko-slovenský vtip, komiks a karikatura                          | –   | Petr Polák                                 | Titulky Deníku N | Deník N                                                                                 |
| 2022 | Česko-slovenská cena veřejnosti                                    | –   | Zdislava Pokorná                           | Jak Mynář a Nejedlý řeší na Hradě vlastní byznys. Měsíc jsme sledovali jejich schůzky                                                                                     | Deník N                                                                                 |
| 2022 | Zvláštní ocenění                                                   | P   | Petr Koubský                               | Co všechno Putin zamlčel. Vyprávíme dějiny Ukrajiny, jak se skutečně odehrály; Proč Rusové až k Putinovi a jeho válce proti Ukrajině došli? Dějiny Ruska nabízejí odpověď | Deník N                                                                                 |
| 2023 | Rozhovor                                                           | P   | Vít Svoboda                                | V takovém nebezpečí Slovensko ještě nebylo. Přestává věřit v demokracii, říká sociolog Vašečka                                                                            | Deník N                                                                                 |
| 2023 | Reportáž                                                           | P   | Stanislav Krupař                           | Šedá zóna válečná | Reportér Magazín                                                                        |
| 2023 | Komentář                                                           | P   | Radka Smejkalová                           | Mír je válka, demokracie je nová totalita… Jak političtí obchodníci s deštěm mění naši sémantickou krajinu                                                                | Deník N                                                                                 |
| 2023 | Analyticko-investigativní příspěvek                                | P   | Adéla Jelínková                            | Slopné: Kdo je vrah? | Seznam Zprávy                                                                           |
| 2023 | Analyticko-investigativní příspěvek                                | P   | Christine Havranová                        | Slopné: Kdo je vrah? | Seznam Zprávy                                                                           |
| 2023 | Rozhovor, diskuze                                                  | AV  | Josef Pazderka                             | Requiem za Donbas aneb Jak industriální region s pestrou směsicí svérázného obyvatelstva mizí před očima                                                                  | Český rozhlas Plus                                                                      |
| 2023 | Rozhovor, diskuze                                                  | AV  | Ondřej Soukup                              | Requiem za Donbas aneb Jak industriální region s pestrou směsicí svérázného obyvatelstva mizí před očima                                                                  | Český rozhlas Plus                                                                      |
| 2023 | Reportáž                                                           | AV  | Barbora Loudová                            | Na obtíž | Česká televize – Reportéři ČT                                                           |
| 2023 | Inovativní žurnalistika                                            | O   | Barbora Doubravová                         | My a dezinformace | Aktuálně.cz                                                                             |
| 2023 | Inovativní žurnalistika                                            | O   | Anna Dohnalová                             | My a dezinformace | Aktuálně.cz                                                                             |
| 2023 | Inovativní žurnalistika                                            | O   | Jana Kopecká                               | My a dezinformace | Aktuálně.cz                                                                             |
| 2023 | Inovativní žurnalistika                                            | O   | Pavel Švec                                 | My a dezinformace | Aktuálně.cz                                                                             |
| 2023 | Inovativní žurnalistika                                            | O   | Jiří Kropáček                              | My a dezinformace | Aktuálně.cz                                                                             |
| 2023 | Regionální žurnalistika                                            | –   | Stanislav Biler                            | Javornicko: nejkrásnější český region trápí odliv obyvatel a nekonečné vzdálenosti                                                                                        | Alarm                                                                                   |
| 2023 | Ekonomická žurnalistika                                            | –   | Filip Zelenka                              | Česko vs. Polsko: v porodnosti i inovacích jsme lepší, Poláci se zase nebojí velkých cílů                                                                                 | E15                                                                                     |
| 2023 | Cena veřejnosti                                                    | –   | Adéla Jelínková                            | Slopné: Kdo je vrah? | Seznam Zprávy                                                                           |
| 2023 | Cena veřejnosti                                                    | –   | Christine Havranová                        | Slopné: Kdo je vrah? | Seznam Zprávy                                                                           |
| 2024 | Rozhovor                                                           | P   | Petra Procházková                          | Řekl jsem Putinovi, ať zastaví palbu. Mlčel | Deník N                                                                                 |
| 2024 | Reportáž                                                           | P   | Renata Kalenská                            | „Já už nechci, aby dítě dál trpělo.“ Velká reportáž o statečných rodinách a andělech v bílém                                                                              | Deník N                                                                                 |
| 2024 | Komentář                                                           | P   | Erik Tabery                                | Proč se Čapek nemýlil, když věřil v člověka | Respekt                                                                                 |
| 2024 | Analyticko-investigativní žurnalistika                             | P   | Kristina Ciroková                          | Sekta jako trolí farma na podporu Ruska. Reportérka našla jejího vůdce | Seznam Zprávy                                                                           |
| 2024 | Rozhovor, diskuze                                                  | AV  | Petr Gojda                                 | Rumunské volby, TikTok a ruské vměšování. Raketový vzestup extrémně pravicového kandidáta Calina Georgescu komentuje Josef Šlerka                                         | Investigace.cz                                                                          |
| 2024 | Reportáž                                                           | AV  | Zuzana Černá                               | Temnota našich dní | Česká televize – Reportéři ČT                                                           |
| 2024 | Reportáž                                                           | AV  | Barbora Loudová                            | Temnota našich dní | Česká televize – Reportéři ČT                                                           |
| 2024 | Inovativní žurnalistika                                            | O   | Bronislava Janečková                       | Mám se tě bát Ailo? Experimentální rozhovor s umělou inteligencí | Český rozhlas Vltava                                                                    |
| 2024 | Regionální žurnalistika                                            | –   | Jan Žabka                                  | Než si pro nás přijde: Bruntálští senioři na cestě k důstojnému a kvalitnímu stáří                                                                                        | Okraj                                                                                   |
| 2024 | Ekonomická žurnalistika                                            | –   | Kateřina Mahdalová                         | V kraji, kde stát zadusil obří trh s byty, ho to dnes stojí miliardy | Seznam Zprávy                                                                           |
| 2024 | Ekonomická žurnalistika                                            | –   | Michal Škop                                | V kraji, kde stát zadusil obří trh s byty, ho to dnes stojí miliardy | Seznam Zprávy                                                                           |
| 2024 | Cena veřejnosti                                                    | –   | Jakub Zelenka                              | „Sundáme vám HDP o několik bodů.“ Zjistili jsme, jak Čína vydírala Českou republiku a jak úředníci ochránili národní zájmy Zemanovi, Babišovi a Hamáčkovi navzdory        | Page Not Found                                                                          |

## Nejvíce ocenění
U laureátů uvedeni autoři s alespoň třemi oceněními a platformy s alespoň pěti oceněními.

### Novináři – laureáti
| Počet | Autor             | Platforma                                                                                            |
| ----- | ----------------- | --- |
| 6     | Martin Veselovský | DVTV '15, '15, '16, '17, '19, Český rozhlas Radiožurnál '12                                          |
| 5     | Josef Pazderka    | Česká televize – Horizont ČT24 '12, '14, Revolver Revue '12, Aktuálně.cz '21, Český rozhlas Plus '23 |
| 4     | Petr Třešňák      | Respekt '11, '13, '14, '22                                                                           |
| 4     | Ondřej Kundra     | Respekt '11, '14, '17, '22                                                                           |
| 4     | Petra Procházková | Deník N '21, '21, '22, '24                                                                           |
| 3     | Michael Fiala     | Česká televize – Reportéři ČT '10, '10, '18                                                          |
| 3     | Tomáš Lindner     | Respekt '10, '15, '17                                                                                |
| 3     | Lukáš Landa       | Česká televize – Reportéři ČT '11, '15, '16                                                          |
| 3     | Markéta Dobiášová | Česká televize '12, '14, '18                                                                         |
| 3     | Jiří Kropáček     | Aktuálně.cz '17, '19, '23                                                                            |
| 3     | Lukáš Valášek     | Aktuálně.cz '19, '20, Mladá fronta DNES '16                                                          |
| 3     | Adéla Jelínková   | Hospodářské noviny '20, Seznam zprávy '23, '23                                                       |
| 3     | Erik Tabery       | Respekt '10, '11, '24                                                                                |
| 3     | Jakub Zelenka     | Lidové noviny '16, Aktuálně.cz '17, Page not found '24                                               |

Stav platný k ročníku 2024.

### Platformy – laureáti
| Počet | Médium             | Platforma                  | Počet |
| ----- | ------------------ | -------------------------- | ----- |
| 22    | Česká televize     | Reportéři ČT               | 17    |
| 22    | Česká televize     | Horizont ČT24              | 2     |
| 22    | Česká televize     | 90’ ČT24                   | 1     |
| 22    | Česká televize     | Hyde Park Civilizace       | 1     |
| 22    | Česká televize     | Interview Daniely Drtinové | 1     |
| 19    | Respekt            |                            |       |
| 17    | Deník N            |                            |       |
| 16    | Český rozhlas      | iROZHLAS                   | 4     |
| 16    | Český rozhlas      | Český rozhlas              | 2     |
| 16    | Český rozhlas      | Radiožurnál                | 2     |
| 16    | Český rozhlas      | Dvojka                     | 2     |
| 16    | Český rozhlas      | Český rozhlas Plus         | 2     |
| 16    | Český rozhlas      | Vltava                     | 2     |
| 16    | Český rozhlas      | Dvacet minut Radiožurnálu  | 1     |
| 16    | Český rozhlas      | Wave                       | 1     |
| 13    | Aktuálně.cz        |                            |       |
| 7     | Mladá fronta DNES  | Mladá fronta DNES          | 6     |
| 7     | Mladá fronta DNES  | iDNES.cz                   | 1     |
| 6     | Hospodářské noviny | Hospodářské noviny         | 5     |
| 6     | Hospodářské noviny | iHNed.cz                   | 1     |
| 6     | Reportér magazín   |                            |       |
| 5     | DVTV               |                            |       |

Stav platný k ročníku 2024.

### Novináři – nominace a čestná ocenění
Uvedeni jsou autoři s alespoň pěti nominacemi a čestnými oceněními.
| Počet | Novinář                  | Platforma                                                                                     |
| ----- | ------------------------ | --------------------------------------------------------------------------------------------- |
| 9     | Marie Valášková Bastlová | Hospodářské noviny (5x), Český rozhlas (4x)                                                   |
| 8     | Martin Veselovský        | DVTV (7x), Český rozhlas – Radiožurnál                                                        |
| 8     | Jan Boček                | iROZHLAS (7x), iHned                                                                          |
| 8     | Magdalena Sodomková      | Reflex (2x), Lidové noviny (2x), Reportér magazín (2x), Echo, Český rozhlas Vltava            |
| 8     | Jan Cibulka              | iROZHLAS (7x), interaktivní.rozhlas.cz                                                        |
| 7     | Michael Fiala            | Česká televize – Reportéři ČT                                                                 |
| 7     | Tomáš Lindner            | Respekt                                                                                       |
| 7     | David Macháček           | Česká televize – Reportéři ČT (5x), Lidové noviny, Respekt                                    |
| 7     | Ondřej Kundra            | Respekt                                                                                       |
| 7     | Petr Třešňák             | Respekt                                                                                       |
| 7     | Jana Ustohalová          | Mladá Fronta DNES (3x), Deník N (3x), Česká televize                                          |
| 6     | Markéta Dobiášová        | Česká televize – Reportéři ČT                                                                 |
| 6     | Saša Uhlová              | A2larm.cz (3x), Salon Právo (2x), Deník Referendum                                            |
| 6     | Petr Kočí                | Český rozhlas – iROZHLAS                                                                      |
| 6     | Josef Pazderka           | Česká televize – Horizont ČT24 (2x), Revolver Revue, Respekt, Aktuálně.cz, Český rozhlas Plus |
| 6     | Jiří Kropáček            | Aktuálně.cz                                                                                   |
| 6     | Kateřina Mahdalová       | Seznam zprávy (3x), datovazurnalistika.cz, A2larm.cz                                          |
| 6     | Petra Procházková        | Deník N                                                                                       |
| 5     | Tereza Engelová          | Česká televize – Reportéři ČT (2x), HlídacíPes.org (2x), Info.cz                              |
| 5     | David Havlík             | Česká televize – Reportéři ČT                                                                 |
| 5     | Lukáš Landa              | Česká televize – Reportéři ČT (4x), Aktuálně.cz                                               |
| 5     | Vladko Omasta            | Česká televize – Reportéři ČT                                                                 |
| 5     | Kateřina Šafaříková      | Respekt                                                                                       |
| 5     | Dalibor Bártek           | Česká televize – Reportéři ČT                                                                 |
| 5     | Renata Kalenská          | Deník N (3x), Týden, Český rozhlas Plus                                                       |
| 5     | Lea Surovcová            | Česká televize (4x), Česká televize – 90' ČT24                                                |

Stav platný k ročníku 2024.

### Platformy – nominace a čestná ocenění
Uvedeny jsou platformy s alespoň deseti nominacemi a čestnými oceněními.
| Počet | Platforma          | |
| ----- | ------------------ | --- |
| 72    | Česká televize     | 46x Reportéři ČT, 3x Historie.cs, 2x Interview ČT24 a 1x Interview Daniely Drtinové, 3x 168 hodin, 2x Horizont ČT24, 2x Hyde Park Civilizace, 2x Bilance, 1x Malostranské korekce, 1x Události, komentáře, 1x 90’ ČT24, 1x Novinářky                                                      |
| 54    | Český rozhlas      | 15x iROZHLAS, 8x Radiožurnál (2x Dvacet minut Radiožurnálu), 8x Plus (4x Zaostřeno, 1x Pro a proti), 5x Dvojka (2x Dokuseriál), 3x Vltava, 2x interaktivni.rozhlas.cz, 2x Ostrava, 1x 1968.rozhlas.cz, 1x Olomouc, 1x Rádio Česko (Příběhy 20. století), 1x Vinohradská 12, 1x Radio Wave |
| 48    | Respekt            | 1x Respekt.cz |
| 39    | Deník N            | |
| 35    | Aktuálně.cz        | |
| 25    | Hospodářské noviny | 2x iHNed.cz |
| 23    | Mladá fronta DNES  | 5x iDNES.cz (1x iDNES TV), 1x Magazín |
| 23    | Reportér           | |
| 18    | Seznam Zprávy      | |
| 11    | HlídacíPes.org     | |
| 11    | Právo              | 4x Salon, 2x Novinky.cz |
| 10    | Lidové noviny      | 1x Lidovky.cz |

Stav platný k ročníku 2024.